# Robert Lopez
Robert Lopez (nascido em 23 de fevereiro de 1975) é um compositor de musicais mais conhecido por ter co-composto The Book of Mormon e Avenue Q, e por escrever as canções apresentadas no longa-metragem da Disney Animation, Frozen. Ele faz parte do pequeno grupo de 21 pessoas que ganharam os maiores prêmios do entretenimento americano, o EGOT: Emmy, Grammy (2012) , Oscar e Tony Award (2004), e a única pessoa a ganhar todos os quatro dentro de uma década, sendo o mais jovem do seleto grupo.
Agora, depois de ganhar o premio do Oscar com Coco, ele é o primeiro para estar double EGOT.